# Ciririp
Ciririp is een bestuurslaag in het regentschap Purwakarta van de provincie West-Java, Indonesië. Ciririp telt 2936 inwoners (volkstelling 2010).